# Watermark (Enya)
Watermark è il secondo album in studio della musicista e cantante irlandese Enya, pubblicato nel 1988 dalla WEA Records.

## Il disco

### Tracce
Testi di Roma Ryan, musiche di Enya.
1. Watermark – 2:24
2. Cursum Perficio – 4:06
3. On Your Shore – 4:00
4. Storms in Africa, Pt.1 – 4:03
5. Exile – 4:20
6. Miss Clare Remembers – 2:00
7. Orinoco Flow – 4:25
8. Evening Falls... – 3:46
9. River – 3:10
10. The Longships – 3:36
11. Na Laetha Geal M'Oige – 3:54
12. Storms in Africa, Pt. 2 – 3:01

### Singoli
Orinoco Flow è stato pubblicato nel settembre 1988 come singolo di lancio dell'album ed è diventato inaspettatamente un successo nel Regno Unito, dove il 29 ottobre ha raggiunto la vetta della classifica britannica, occupandola per 3 settimane consecutive; il 1º novembre ha ricevuto anche la certificazione di Disco d'argento. In poco tempo il successo si è espanso al resto dell'Europa e il singolo ha conquistato la vetta della classifica in Irlanda, Paesi Bassi e Svizzera, nonché il secondo posto in Germania. La popolarità arriva anche negli Stati Uniti, dove Orinoco Flow raggiunge la 24ª posizione della Billboard Hot 100, e in Oceania, dove si spinge fino al 2º posto in Nuova Zelanda e al 6° in Australia.
Evening Falls... è stato pubblicato nel dicembre 1988 come secondo singolo estratto dall'album e, pur riscuotendo un successo minore rispetto ad Orinoco Flow, ha raggiunto la 3ª posizione in Irlanda e la Top 20 nel Regno Unito e in Nuova Zelanda.
Storms in Africa è stato pubblicato nel giugno 1989 come terzo singolo estratto dall'album e ha raggiunto la 12ª posizione in Irlanda fermandosi però solo alla 41ª nel Regno Unito.
Exile è stato pubblicato nel 1991 in coda all'uscita del film Pazzi a Beverly Hills, in cui il brano è utilizzato. Questo singolo viene a presentarsi a tre anni dall'uscita di Watermark, inoltre il successo riscosso è esiguo anche perché a breve distanza Enya ha pubblicato il singolo Caribbean Blue, che presenta l'album Shepherd Moons, che riscosse un altro successo strepitoso.

### Descrizione
| Recensione | Giudizio |
| ---------- | -------- |
| AllMusic   |          |

Watermark è il primo progetto discografico che Enya realizza per l'etichetta Warner Music, dopo essere stata messa sotto contratto dall'imprenditore Rob Dickins, al quale va il merito di aver permesso alla cantante irlandese e ai suoi collaboratori di produrre una musica nuova e non commerciale per un marchio importante.
Le premesse vengono però smentite dal singolo Orinoco Flow, che in poco tempo diventa un successo internazionale portando Watermark, esempio di una musica mai sentita prima, a un successo planetario che consacra l'artista irlandese alla fama internazionale. È oggi considerato un esempio di musica New Age, benché la stessa cantante non lo consideri un disco New Age.
Questo album contiene, diversamente da Enya, primo lavoro della cantante, principalmente canzoni in inglese, ma rappresenta anche una continuazione della sperimentazione musicale avviata nel disco precedente, caratterizzata dalla tecnica della "sovrapposizione della voce" (overdub) che identifica ormai tutte le canzoni dell'artista.
Le musiche sono realizzate principalmente da Enya, mentre i testi sono affidati alla ormai storica paroliera Roma Ryan; si è dunque configurato il Trio formato dalle due insieme al produttore Nicky Ryan, che continuerà a lavorare insieme fino al giorno d'oggi.
La somma delle vendite certificate ufficialmente nei vari paesi raggiunge i 7,66 milioni di copie vendute, ma le stime superano gli 11 milioni.
Con questo album Enya è stata una delle tre artiste femminili degli ultimi 20 anni ad aver occupato la vetta della classifica Billboard Top Catalog Albums nel 1992 e ad averla mantenuta per il maggior numero di settimane (17).

## Classifiche

### Posizioni massime
| Classifica (1988-1989)              | Posizione massima |
| ----------------------------------- | ----------------- |
| Australia                           | 8                 |
| Austria                             | 15                |
| Canada                              | 8                 |
| Germania                            | 6                 |
| Italia (FIMI Albums Chart)          | 18                |
| Norvegia (VG Lista)                 | 5                 |
| Nuova Zelanda (RIANZ Albums Chart)  | 1                 |
| Regno Unito (Official Albums Chart) | 5                 |
| Spagna (AFYVE Albums Chart)         | 5                 |
| Svezia (SVERIGETOPPLISTAN)          | 5                 |
| Svizzera (Swiss Music Charts)       | 1                 |
| USA (Billboard 200)                 | 25                |
| USA (New Age Albums Chart)          | 2                 |
| USA (Catalog Albums Chart)          | 1                 |

### Classifiche di fine anno
| Paese (Anno)     | Posizione |
| ---------------- | --------- |
| Australia (1989) | 29        |
| Australia (1992) | 44        |
| Canada (1989)    | 16        |
| Italia (1989)    | 80        |
| Svizzera (1989)  | 17        |